# Gollegiella
Gollegiella (сев.-саам.) («Золотой язык», «Голлегиелла») — премия Северных стран, присуждаемая за вклад в сохранение и развитие саамских языков. Премия была учреждена министрами Норвегии, Финляндии и Швеции, отвечающими в правительствах своих стран за вопросы, связанные с саамским населением, а также президентами саамских парламентов этих стран. Впервые премия была вручена в 2004 году.
Российские лауреаты премии-2012

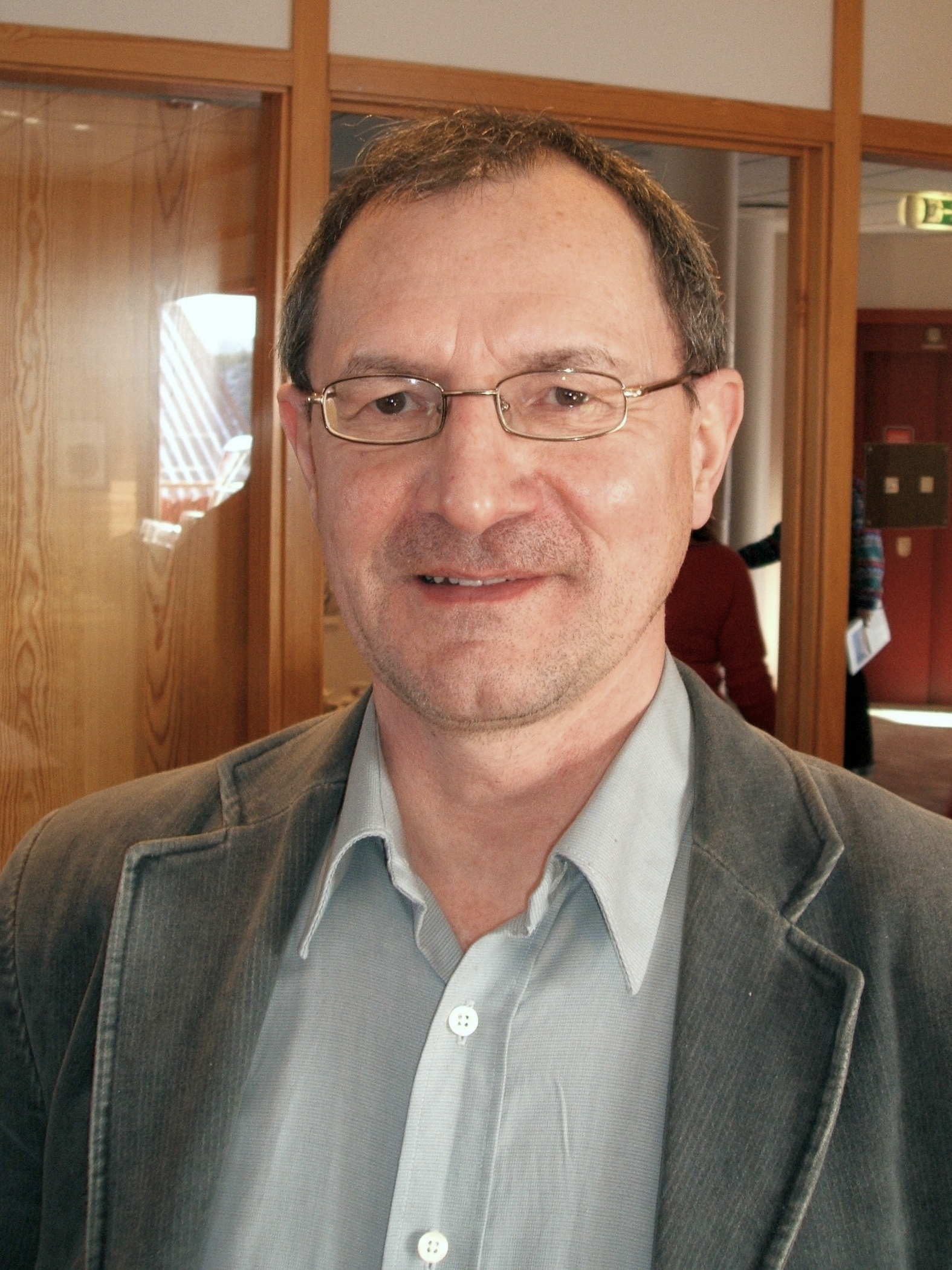
Микаэль Свонни, лауреат премии Gollegiella за 2014 год

По словам министра государственного управления, реформ и по делам церкви Норвегии Ригмур Осруд, в 2012 году в жюри премии поступило много хороших, относящихся к различным областям деятельности предложений по кандидатам, что показывает большой интерес к премии.
Получившие премию Gollegiella Антонова и Афанасьева были выдвинуты языковым комитетом Саамского парламента Норвегии. О присуждении премии было объявлено 23 ноября в Осло на встрече президентов саамских парламентов и членов Совета министров Северных стран. В российских средствах массовой информации в связи с присуждением премии Антоновой и Афанасьевой отмечалось, что норвежцы дали премию тем, кого российские власти обвиняют в антигосударственных настроениях — в частности, в сепаратизме.
|                                                                          |  |
| Нина Афанасьева (слева) и Александра Антонова, лауреаты Gollegiella-2012 |  |

## О премии
Цель премии — поощрить тех, кто способствует развитию и сохранению саамских языков в странах проживания саамов — в Норвегии, России, Финляндии и Швеции.
Премия присуждается один раз в два года, её размер составляет 15 тысяч евро. Премия может быть присуждена как отдельным лицам, так и группам лиц, а также организациям и учреждениям; при этом она может быть поделена между лауреатами.
Выдвигать кандидатов могут как частные лица, так и учреждения любой из четырёх стран проживания саамов.
По мнению норвежского писателя Харальда Гаски, лауреата премии Gollegiella за 2006 год, эта премия важна и по той причине, что в условиях, когда саамский язык сталкивается с «большими» языками, очень важно искать новые возможности для его развития, находить способы «сделать саамский язык и культуру интересными для молодёжи сегодня и завтра».

## Лауреаты
- 2024: Сиг-Бритт Перссон ja Пекка Саммаллахти[5]
- 2022: Уле Хенрик Магга[6]
- 2020: Эллен Паутамо, Йонар Томассон
- 2018: Карин Туолья[фин.], Екатерина Мечкина[фин.]
- 2016: педагоги Кирси Палтто[фин.] и Ян Скоглунд-Палтто[швед.] (Норвегия) — за «их многолетнюю работу по популяризации северносаамского, южносаамского и лулесаамского языков», а также радиожурналисты сёстры Марет Стейнфьелль и Инга Марья Стейнфьелль (Норвегия) — за их усилия по возрождению южносаамского языка[7]
- 2014: учёный-филолог Микаэль Свонни (Швеция, специалист в области северносаамского языка), детская писательница, переводчик и художник Кертту Вуолаб (Финляндия, пишет на северносаамском языке), преподаватель колтта-саамского языка, методист и переводчик Сейя Сивертсен (Финляндия)[8]
- 2012: учёные-филологи Александра Антонова и Нина Афанасьева (Россия); проект по изучению северносаамского и южносаамского языков Divvun[нюнорск] и Центр саамских языковых технологий Giellatekno[нюнорск] Университета города Тромсё (Норвегия)[1][2][3]
- 2010: писательница и автор учебников Марет Сара (Норвегия) и писательница Лайла Магга (Швеция)
- 2008: организация Sami Siida (Утсйоки, Финляндия) и учёный-филолог, исследователь уме-саамского языка Хенрик Баррук (Стуруман, Швеция)
- 2006: писатель Харальд Гаски (Норвегия) и автор учебников по колтта-саамскому языку Йоуни Мошникофф
- 2004: преподаватель южносаамского языка Элла Булль (Норвегия) и Ассоциация инари-саамского языка[сев.-саам.] (Финляндия)